# Nemzeti Bajnokság I 1908-09
La Nemzeti Bajnokság I 1908-09 fue la octava edición del Campeonato de Fútbol de Hungría. El campeón fue el Ferencvárosi TC, que conquistó su cuarto título de liga. El goleador fue Imre Schlosser, del Ferencvárosi TC. Se otorgaron dos puntos por victoria, uno por empate y ninguno por derrota.

## Tabla de posiciones
|   | Equipo          | PJ | PG | PE | PP | GF | GC | DG  | Pts | Notas      |
| - | --------------- | -- | -- | -- | -- | -- | -- | --- | --- | ---------- |
| 1 | Ferencvárosi TC | 16 | 14 | 0  | 2  | 69 | 21 | +48 | 28  | Campeón    |
| 2 | Magyar AC       | 16 | 8  | 6  | 2  | 33 | 25 | +8  | 22  |            |
| 3 | Budapesti TC    | 16 | 9  | 3  | 4  | 27 | 16 | +11 | 21  |            |
| 4 | MTK             | 16 | 9  | 2  | 5  | 43 | 19 | +24 | 20  |            |
| 5 | Fővárosi TC     | 16 | 8  | 2  | 6  | 36 | 36 | 0   | 18  |            |
| 6 | Budapesti AK    | 16 | 6  | 2  | 8  | 24 | 28 | -4  | 14  |            |
| 7 | Törekvés SE     | 16 | 4  | 3  | 9  | 30 | 49 | -19 | 11  |            |
| 8 | Újpesti TE      | 16 | 3  | 2  | 11 | 19 | 41 | -22 | 8   |            |
| 9 | Typographia SC  | 16 | 0  | 2  | 14 | 13 | 59 | -46 | 2   | Descendido |

PJ = Partidos jugados; PG = Partidos ganados; PE = Partidos empatados; PP = Partidos perdidos; GF = Goles a favor; GC = Goles en contra; DG = Diferencia de gol; Pts = Puntos